# São Domingos do Sul
São Domingos do Sul is een gemeente in de Braziliaanse deelstaat Rio Grande do Sul. De gemeente telt 2.961 inwoners (schatting 2009).

## Aangrenzende gemeenten
De gemeente grenst aan Casca Ciríaco, Paraí, Santo Antônio do Palma, São Jorge en Vanini.